# Prințul Eduard, Duce de Kent
Prințul Edward, Duce de Kent (n. 9 octombrie 1935) este membru al familiei regale britanice, nepot al regelui George al V-lea al Regatului Unit. Deține titlul de Duce de Kent din 1942.

## Origini
Prințul Eduard s-a născut la 9 octombrie 1935, la Londra. Tatăl lui a fost Prințul George, Duce de Kent, al patrulea fiu al regelui George al V-lea și al reginei Mary. Mama sa a fost Ducesa de Kent (născută Prințesa Marina a Greciei și Danemarcei), fiica Prințului Nicolae al Greciei și Danemarcei și a Marii Ducese Elena Vladimirovna a Rusiei. Ca nepot al unui suveran britanic pe linie masculină, este prinț al Regatului Unit.
Prințul a fost botezat la Palatul Buckingham  la 20 noiembrie 1935 de arhiepiscopul de Canterbury, Cosmo Lang. Nașii lui au fost: regele George al V-lea și regina Mary (bunicii paterni); Prințul de Wales (unchiul patern); Mary, Prințesă Regală și Contesă de Harewood (mătușa paternă); Ducele de Connaught; Ducesa de Argyll; și Prințul Nicolae al Greciei și Danemarcei (bunicul matern).

## Duce de Kent

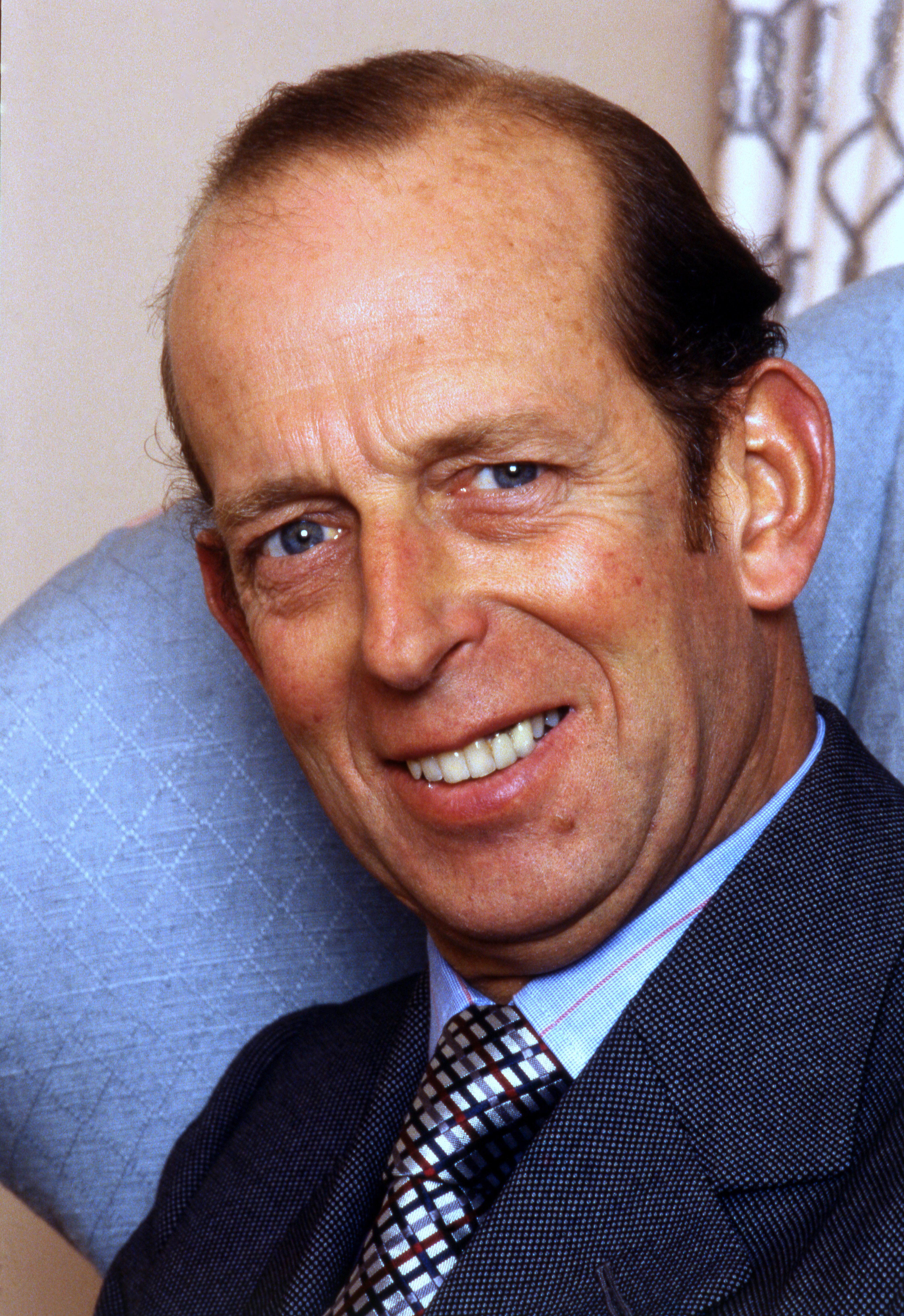
Ducele de Kent în 1989.

La 25 august 1942 tatăl prințului Eduard, ducele de Kent, a murit într-un accident de avion pe o vreme rea în Scoția. Prințul Eduard, în vârstă de șase ani, i-a succedat ca duce de Kent, conte de St Andrews și baron Downpatrick. Mai târziu a preluat locul lui din Camera Lorzilor în 1959.
A fost destinat îndatoririlor regale de la o vârstă fragedă. La vârsta de 16 ani a purtat sicriul unchiului său, regele George al VI-lea, la funeraliile de stat din 1952. În 1953 a participat la încoronarea verișoarei sale, regina Elisabeta a II-a.

## Căsătorie
Ducele de Kent s-a căsătorit cu Katharine Worsley la York Minster la 8 iunie 1961. Katharine este singura fiică a lui Sir William Arthrington Worsley și a soției lui, Joyce Morgan Brunner.
Ducele și ducesa de Kent au trei copii, din care nici unul nu are îndatoriri regale:
- George Windsor, conte de St Andrews, născut la 26 iunie 1962; căsătorit cu Sylvana Tomaselli
- Lady Helen Taylor, născută la 28 aprilie 1964; căsătorită cu Timothy Taylor
- Lordul Nicholas Windsor, născut la 25 iulie 1970; căsătorit în 2006 cu Paola Doimi de Lupis de Frankopan